# ASML (empresa)
ASML Holding (comumente abreviada para ASML, originalmente significando Advanced Semiconductor Materials Lithography) é uma empresa multinacional holandesa e o maior fornecedor de sistemas de litografia para a indústria de semicondutores. A empresa fabrica máquinas para a produção de circuitos integrados, tais como RAM, chips de memória flash e CPU.
A companhia foi fundada em 1984 após um empreendimento conjunto entre a Philips e a Advanced Semiconductor Materials International (ASMI), atualmente conhecida como ASM International (ASM), em 1994 a Philips vendeu sua participação na empresa.
A ASML é especializada no desenvolvimento e fabricação de máquinas de fotolitografia usadas para produzir chips de computador. A partir de 2022, é o maior fornecedor para a indústria de semicondutores e o único fornecedor no mundo de máquinas de fotolitografia de ultravioleta extremo (EUV) usadas para fabricar os chips mais avançados. Em 2023, a ASML era a empresa de tecnologia europeia mais valorizada por capitalização de mercado, com cerca de 270 bilhões.
Atualmente, emprega mais de 42 mil pessoas. A ASML tem uma base mundial de clientes e mais de 60 pontos de serviço em 16 países, além de escritórios na Holanda, Estados Unidos, Bélgica, França, Alemanha, Irlanda, Israel, Itália, Reino Unido, China, Hong Kong, Japão, Coreia do Sul, Malásia, Cingapura e Taiwan. A empresa está listada nas Bolsas de Valores AEX e NASDAQ e faz parte do Euro Stoxx 50 e do NASDAQ-100.

## História
A empresa, originalmente denominada ASM Lithography, é denominada ASML, como seu nome oficial e não uma abreviatura e foi fundada em 1984 como uma joint venture entre as empresas holandesas ASM International (Advanced Semiconductor Materials International) e a Philips . Hoje é uma empresa pública. Quando a empresa se tornou independente em 1988, foi decidido que mudar o nome não era desejável, e a abreviatura ASML tornou-se o nome oficial da empresa. Em 1997, a ASML começou a estudar uma mudança para o uso de ultravioleta extremo e, em 1999, juntou-se a um consórcio de pesquisa que incluía a Intel, dois outros fabricantes de chips dos EUA, bem como o Departamento de Energia dos EUA . Colaborou com as belgas Imec e Sematech e recorreu à Zeiss na Alemanha para a sua necessidade de espelhos.
Em 2000, a ASML adquiriu o Silicon Valley Group (SVG), fabricante de equipamentos de litografia dos Estados Unidos, em uma oferta para fornecer scanners de 193 nm para a Intel Corp. No final de 2008, a ASML experimentou uma grande queda nas vendas, o que levou a administração a cortar a força de trabalho em cerca de 1.000 em todo o mundo, principalmente trabalhadores contratados e a solicitar apoio do fundo nacional de desemprego holandês para evitar demissões ainda maiores. Dois anos e meio depois, a ASML esperava uma receita recorde.
Em julho de 2012, a Intel anunciou um acordo para investir $4,1 bilhões em ASML em troca de 15% de propriedade, a fim de acelerar a transição de wafers de 300 mm para 450 mm e maior desenvolvimento da litografia EUV. Este negócio não tinha direitos exclusivos para futuros produtos da ASML e, em julho de 2012, a ASML estava oferecendo outros 10% das ações para outras empresas. Como parte de sua estratégia EUV, a ASML anunciou a aquisição do fabricante de fontes DUV e EUV Cymer em outubro de 2012.
Em novembro de 2013, a ASML interrompeu o desenvolvimento de equipamentos de litografia de 450 mm, citando o momento incerto da demanda do fabricante de chips. Em 2015, a ASML sofreu roubo de propriedade intelectual . Vários funcionários foram encontrados roubando dados confidenciais de sua subsidiária de software do Vale do Silício, que desenvolve software para otimização de máquinas. Em junho de 2016, a ASML anunciou seus planos de adquirir a Hermes Microvision Inc. com sede em Taiwan por cerca de US$ 3,1 bilhões para adicionar tecnologia para a criação de semicondutores menores e mais avançados.
Em 2018, o governo Trump tentou bloquear a venda da tecnologia ASML para a China, mas a partir de 2021, a escassez global de chips em 2020-presente, bem como a "guerra fria tecnológica" entre os EUA e a China tem sido um problema comercial/oportunidade para ASML. Em novembro de 2020, a ASML revelou que havia adquirido a empresa alemã de fabricação de vidro óptico Berliner Glas Group para atender à crescente necessidade de componentes para seus sistemas EUV.
Em julho de 2021, o comissário europeu Thierry Breton visitou a ASML e anunciou uma meta de pelo menos 20% da produção mundial de semicondutores na Europa até 2030 e apoio por meio de uma aliança europeia em semicondutores . Depois de relatar os ganhos em julho de 2021, a empresa disse que tinha quase o monopólio das máquinas usadas pela TSMC e pela Samsung Electronics para fabricar os chips avançados. Em fevereiro de 2023, a ASML alegou que um ex-funcionário na China roubou informações sobre a tecnologia da empresa. Esta não foi a primeira vez que a ASML foi supostamente ligada a uma violação de propriedade intelectual ligada à China, e esta última violação ocorreu no meio da guerra comercial EUA-China, também chamada de "guerra do chip".

## Produtos
A ASML produz as máquinas de fotolitografia usadas na produção de chips de computador. Nessas máquinas, os padrões são visualizadas opticamente em um wafer de silício coberto com um filme de material sensível à luz (fotorresistente). Este procedimento é repetido dezenas de vezes em um único wafer. O fotoresistor é então processado para criar os circuitos eletrônicos reais no silício. A imagem óptica com a qual as máquinas da ASML lidam é usada na fabricação de quase todos os circuitos integrados e, em 2011, a ASML detinha 67% das vendas mundiais de máquinas de litografia. A competição da ASML consistia na concorrência com as seguintes empresas: Ultratech, Canon and Nikon, MKS Instruments, Lam Research and Cadence Design Systems.

### Litografia de imersão
Desde que a litografia de imersão foi desenvolvida por Burn-Jeng Lin, A ASML cooperou com a Taiwan Semiconductor Manufacturing (TSMC). Em 2004, a TSMC iniciou a produção comercial de nós semicondutores de 90 nanômetros usando litografia de imersão ASML. A partir de 2011, seu sistema TWINSCAN NXT:1950i de ponta foi usado para produzir recursos de até 32 nanômetros a até 200 wafers por hora, usando uma lente de imersão em água e um laser de fluoreto de argônio que produz luz em um comprimento de onda de 193 nm. A partir de 2011, uma máquina de litografia média custa 27 milhões de euros.

### Litografia DUV
Os dispositivos de litografia ultravioleta profunda (DUV) da ASML usam luz que penetra no espectro UV para imprimir os minúsculos recursos que formam a estrutura do microchip. Em 2009, o centro de pesquisa IMEC na Bélgica produziu as primeiras células funcionais de memória de acesso aleatório CMOS estático de 22 nm do mundo com um protótipo de máquina de litografia EUV. Em 2011, máquinas EUV produzidas em série (não protótipos) foram lançadas.

### Litografia EUV
A ASML produziu máquinas de litografia ultravioleta extrema que produzem luz na faixa de comprimento de onda de 13,3–13,7 nm quando um laser de alta energia é focado em gotículas microscópicas de estanho fundido para produzir um plasma, que então emite luz EUV. Em 2021, seu produto mais vendido foi o Twinscan NXE: 3600D, usando EUV em 13,5 nm; custando 144 milhões de euros, ou 50 milhões de euros; transportar a máquina requer 40 contêineres, 20 caminhões e três Boeing 747. O objetivo é fabricar os semicondutores mais avançados abaixo de 5 nm em direção a 2 nm.

### Litografia de nanoimpressão
Além da litografia baseada em imersão e litografia EUV, a ASML possui um portfólio substancial de propriedade intelectual que abrange litografia de impressão.